# Пауліна Вальдек-Пірмонтська
Пауліна Емма Августа Ерміна Вальдек-Пірмонтська (нім. Pauline Emma Auguste Hermine zu Waldeck und Pyrmont, 19 жовтня 1855 — 3 липня 1925) — принцеса з Вальдекського дому, донька князя Вальдек-Пірмонтського Георга Віктора та принцеси Нассауської Олени, дружина князя Бентгайм-Штайнфурта Алексіса.

## Біографія
Народилась 19 жовтня 1855 року в Арользені. Була другою донькою в родині князя Вальдек-Пірмонту Георга Віктора та його першої дружини Олени Нассауської. Мала старшу сестру Софію. Згодом сімейство поповнилося молодшими доньками: Марією, Еммою, Оленою й Єлизаветою та сином Фрідріхом.
Офіційною резиденцією родини був Арользенський палац, літо проводили у Пірмонтському замку.
Принцеса отримала добру домашню освіту.
Разом із сестрами Еммою та Оленою, була однією з кандидатур у наречені для короля Нідерландів Віллема III. Влітку 1878 року той прибув до Арользену обирати когось із принцес. Пауліна вже була закохана у принца Алексіса цу Бентхайм-Штайнфурт і відмовилась від шлюбу з монархом. Королевою Нідерландів стала її сестра Емма.
У 25 років взяла шлюб із 35-річним спадкоємним принцом Бентхайм-Штайнфурту Алексісом. Наречений був старшим сином князя Людвіга цу Бентхайм унд Штайнфурт. Титул князів родина отримала у 1817 році. Землі їхнього графства під час медиатизації увійшли до Великого герцогства Берзького, а згодом — до Прусського королівства. Втім, голова родини продовжував входити до Палати Панів Прусського та Вюртемберзького ландтагів.
Весілля пройшло 7 травня 1881 року в Арользені. Оселилися молодята у замку Бентхайм. Перші роки їх часто навідувала сестра Пауліни, Емма, гостюючи протягом літа. Зазвичай вона приїжджала з донькою.
У подружжя народилося восьмеро дітей

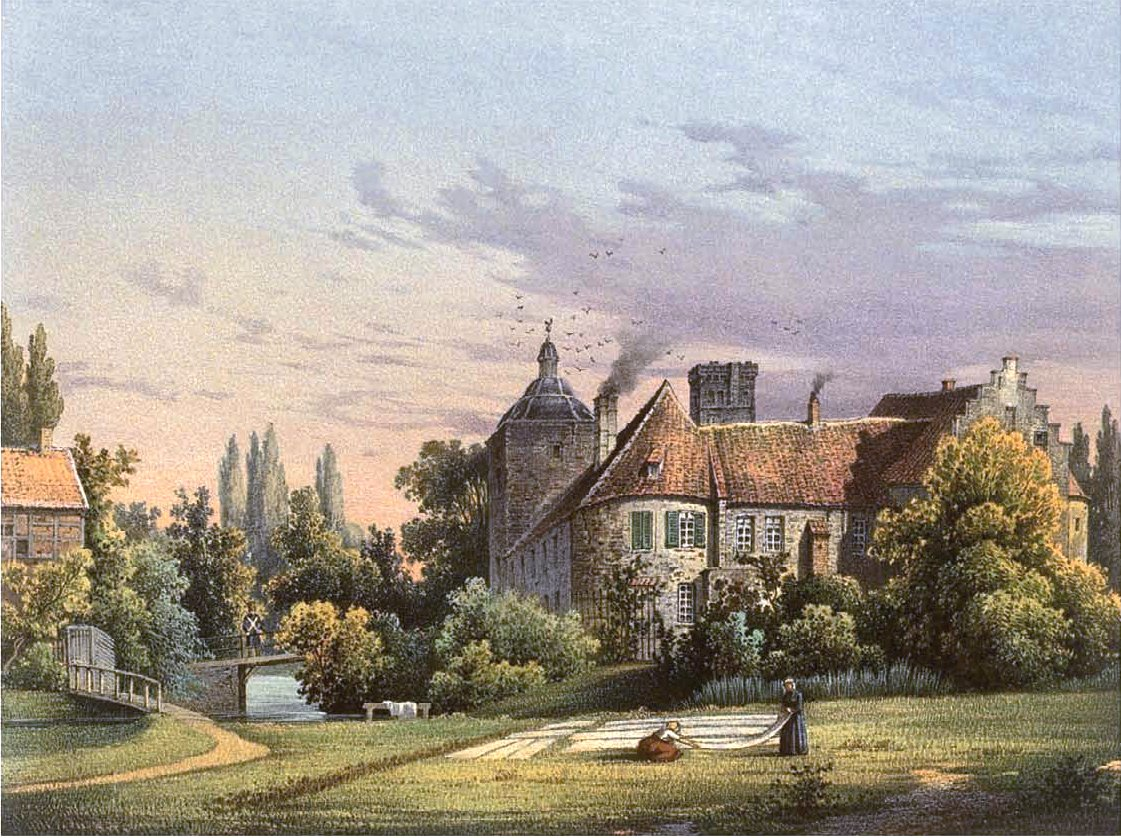
Замок Бургштайнфурт

Родині належав замок Бургштайнфурт. Також до 1903 року володіли старим замком Альтена у Шютторфі.
Алексіс у вересні 1890 року успадкував титуля князя. 1907 року отримав чин генерал-лейтенанта прусської армії. Він пішов з життя у січні 1919 року.
Пауліна померла у замку Вітгенштейн 3 липня 1925 року. Похована на родинному цвинтарі в парку Штайнфурт Баньо у Бургштайнфурті.

## Родина
Чоловік — Алексіс Бентхайм-Штайнфуртський
Діти:
- Ебервін (1882—1949) — відмовився від наслідування титулів, був причі одруженим, мав єдину доньку;
- Віктор Адольф (1883—1961) — 3-й князь цу Бентхайм унд Штайнфурт, був двічі одруженим, мав одинадцятеро дітей від обох шлюбів;
- Карл Георг (1884—1951) — був одружений з принцесою Шонайх-Каролат Маргаритою, мав четверо синів;
- Єлизавета (1886—1959) — одружена не була, дітей не мала;
- Вікторія (1887—1961) — одружена не була, дітей не мала;
- Емма (1889—1905) — одружена не була, дітей не мала;
- Алексіс Райнер (1891—1923) — одружений не був, дітей не мав;
- Фрідріх (1894—1981) — був одружений з Луїзою фон Ґюліх, дітей не мав.

## Нагороди
- Орден Луїзи (Прусське королівство).